# 櫻間道雄
櫻間 道雄（さくらま みちお、1897年（明治30年）9月14日 - 1983年（昭和58年）5月27日）は、シテ方金春流能楽師。
櫻間林太郎（櫻間伴馬の末弟）の次男。はじめ父に師事。後に伯父の伴馬、従兄弟の金太郎（後の櫻間弓川）に師事。1914年『忠度』でのシテで初舞台。特に『定家』『江口』『西行櫻』『道成寺』などが知られる。 
1960年度・1967年度芸術祭大賞。1969年度芸術選奨文部大臣賞受賞。1970年、重要無形文化財保持者に各個認定（人間国宝）。
孫に櫻間右陣がいる（シテ方金春流、重要無形文化財総合認定保持者）。

## 著作物

### 著書
- 『能・捨心の芸術』（朝日新聞社、1972年）

### DVD
- 能楽名演集 金春流「黒塚」櫻間道雄 本田秀男 豊嶋十郎／金剛流「葵上」豊嶋弥左衛門 江崎金治郎、NHKエンタープライズ
- 能楽名演集 金春流「葵上」櫻間金太郎（弓川） 宝生新／「実盛」櫻間道雄 森茂好、NHKエンタープライズ
- 能楽名演集「仕舞独吟一調舞囃子集」／仕舞『江口』櫻間道雄、NHKエンタープライズ